# Oelemari (rivier)
De Oelemari of Ulemari is een rivier in Suriname die ontspringt in het Oranjegebergte, een uitloper van het Toemoek-Hoemakgebergte. De Oelemari is een zeer grillige rivier die veel bochten, kleine eilandjes en stroomversnellingen kent. De rivier ligt in het district Sipaliwini, in het ressort Tapanahony. De rivier stroomt door een onbewoond gebied in het regenwoud waar geen dorpen te vinden zijn maar aan de zuidoever ligt er wel de in 1960 aangelegde Oelemari Airstrip. De airstrip is aangelegd om de natuurlijke bodemschatten in kaart te brengen. Uiteindelijk mondt de Oelemari uit in de Litani, die kort daarna, ten zuiden van het Wayanadorp Antecume Pata, samenvloeit met de Malani tot de Lawa. De Lawa wordt op haar beurt een stuk noordelijker, vanaf de samenvloeiing met de Tapanahony, de Marowijne genoemd, die uitmondt in de Atlantische Oceaan.
De Wayanaanse stichting Mulokot maakte van 2020 tot 2024 verschillende expedities om de Oelemari volledig in kaart te brengen, inclusief historische nederzettingen, waterstanden en jacht- en heilige gebieden.

## Geschiedenis
In 1892 werd het Wayanadorp Tatayél dat zich aan de monding van de Oelemari met de Litani bevond, bezocht door Jules Crevaux.:343 In 1903 werd het gebied langs de rivier zelf voor het eerst onderzocht door Alphons Franssen Herderschee en werden nederzetting aangetroffen van de inheemse Wayarikule. In 1938 is Willem Ahlbrinck op zoek gegaan naar het volk, maar kon ze niet aantreffen. Ahlbrinck vond wel nederzettingen van de Akuriyo, die nog steeds in het steentijd leefden. In 1940 werd het Wayanadorp Makale bezocht door Lodewijk Schmidt.:343 In 1975 werd de rivier bezocht door Amerikaanse missionarissen die de Akuriyo overreden te verhuizen naar Pelelu Tepu. Sindsdien is de rivier volledig verlaten en zonder permanente menselijke bewoning.:334 Er is wel een goudconcessie van de Guardian Exploration LLC uit Texas.

## Galerij

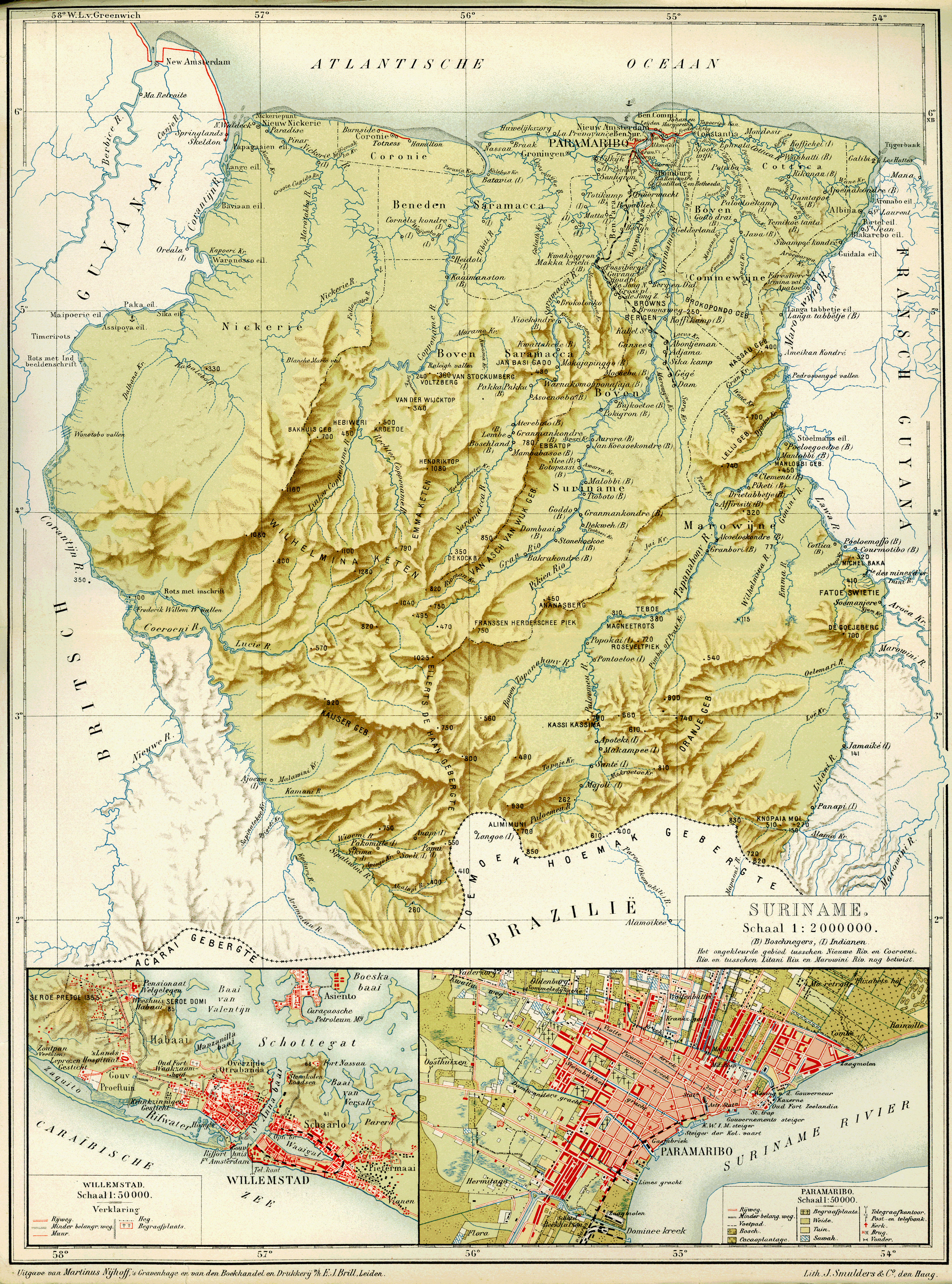
Kaart uit 1914-1917 waarop rivieren en gebergten duidelijk zichtbaar
Monding van de rivier (1903)